# Günthersbühler Forst

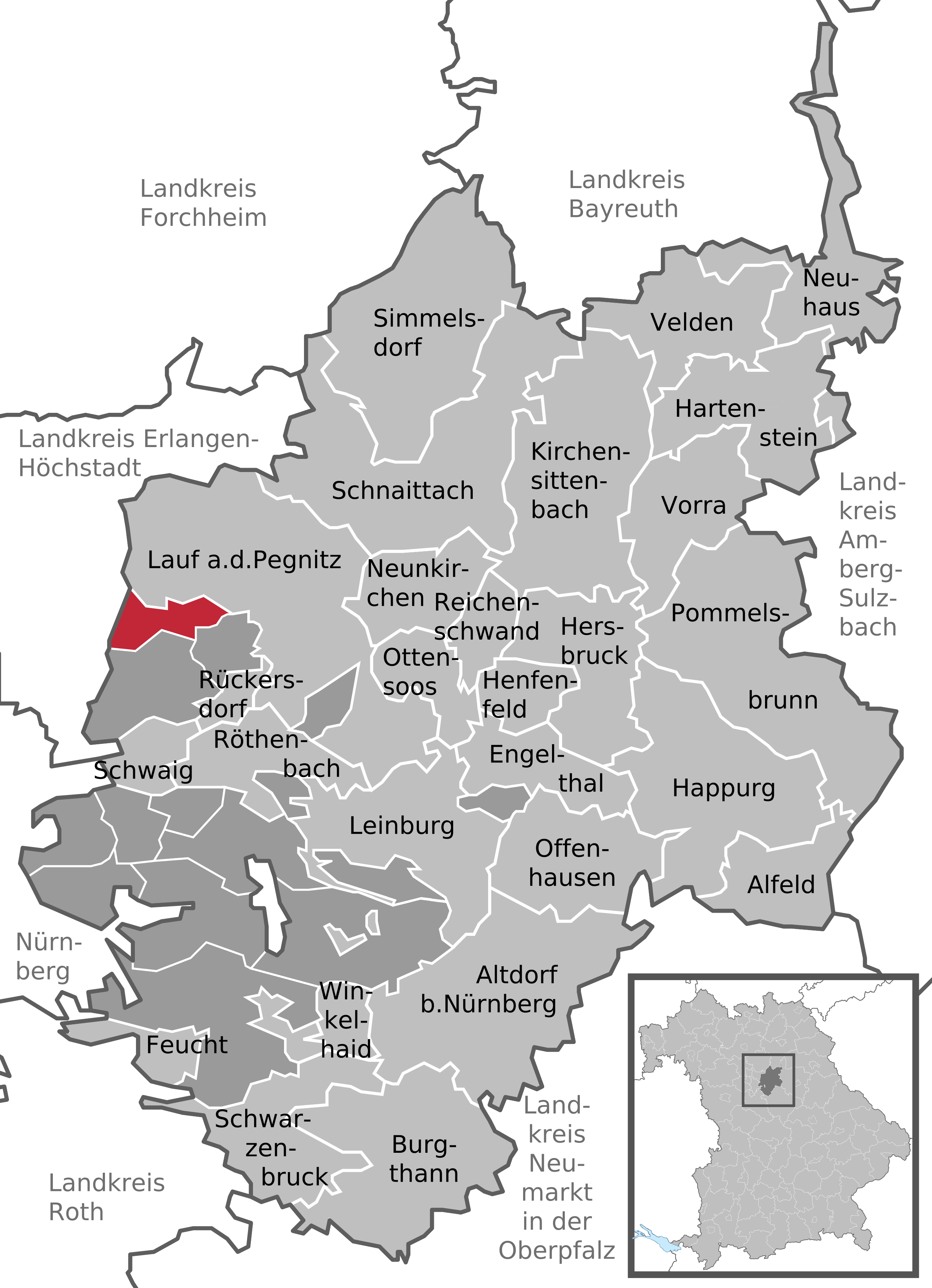
Lage des Günthersbühler Forsts im Landkreis Nürnberger Land

Günthersbühler Forst ist ein gemeindefreies Gebiet und eine Gemarkung im mittelfränkischen Landkreis Nürnberger Land.
Die Flächen von gemeindefreiem Gebiet und Gemarkung sind deckungsgleich. Der 5,920 km² große Staatsforst ist ein nördlich von Schwaig und Rückersdorf gelegener Teil des Sebalder Reichswaldes. Sie ist in 44 Flurstücke aufgeteilt, die eine durchschnittliche Flurstücksfläche von 134544,56 m² haben.

## Geographie
Im Norden grenzen Gemeindeteile der Gemeinde Lauf an der Pegnitz an, im Süden der Rückersdorfer und der Behringersdorfer Forst, im Südwesten der Erlenstegener Forst, im Osten Geschaidt. Durch das Gebiet verläuft in Nord-Süd-Richtung die Kreisstraße LAU 14 zwischen dem Laufer Gemeindeteil Günthersbühl und dem Schwaiger Gemeindeteil Behringersdorf.
An der Nordwestecke des Gebiets fließt die Simmelberger Gründlach über die Gründlach zur Regnitz ab. Der Steinberggraben entsteht auf etwa 352 m ü. NHN nordöstlich des Hinteren Steinbergs (405 m ü. NHN), der Grenzgraben entsteht auf etwa 380 m ü. NHN am Südosthang des Hinteren Steinbergs und ist fast bis zuletzt Gemeindegrenze zwischen dem Günthersbühler und dem Rückersdorfer Forst. Beide entwässern in den östlich liegenden Bitterbach.

## Schutzgebiete
Bedeutend ist der Naturwald Feuchtwälder im Nürnberger Reichswald, der eine Teilfläche im Günthersbühler Forst hat und das größte Waldschutzgebiet in Mittelfranken ist.